# Västerträsket (Töre socken, Norrbotten, 735334-180583)
Västerträsket är en sjö i Kalix kommun i Norrbotten och ingår i Kalixälvens huvudavrinningsområde. Sjön har en area på 0,0473 kvadratkilometer och ligger 97 meter över havet.

## Delavrinningsområde
Västerträsket ingår i det delavrinningsområde (735357-180514) som SMHI kallar för Mynnar i Grundträskån. Medelhöjden är 107 meter över havet och ytan är 3,07 kvadratkilometer. Det finns inga avrinningsområden uppströms utan avrinningsområdet är högsta punkten. Vattendraget som avvattnar avrinningsområdet har biflödesordning 3, vilket innebär att vattnet flödar genom totalt 3 vattendrag innan det når havet efter 56 kilometer. Avrinningsområdet består mestadels av skog (70 procent) och sankmarker (24 procent). Avrinningsområdet har 0,04 kvadratkilometer vattenytor vilket ger det en sjöprocent på 1,3 procent.